# Sempervivum ciliosum
Sempervivum ciliosum là một loài thực vật có hoa trong họ Crassulaceae. Loài này được Craib miêu tả khoa học đầu tiên năm 1914.